# Tom's Hardware
Tom's Hardware é uma publicação online de propriedade da Future plc e focada em tecnologia. Foi fundada em 1996 por Thomas Pabst. Ele fornece artigos, notícias, comparações de preços, vídeos e análises sobre hardware de computador e alta tecnologia. O site apresenta cobertura sobre CPUs, placas-mãe, RAM, gabinetes de PC, placas gráficas, tecnologia de exibição, fontes de alimentação e monitores, armazenamento, smartphones, tablets, jogos, consoles e periféricos de computador.
Tom's Hardware tem um fórum e blogs em destaque.

## História
Tom's Hardware foi fundada em 1996 como Tom's Hardware Guide no Canadá por Thomas Pabst. Começou a usar o domínio tomshardware.com em setembro de 1997 e foi seguido por várias versões em línguas estrangeiras, incluindo italiano, francês, finlandês e russo, com base em acordos de franquia.
Embora os laboratórios de testes iniciais estivessem na Alemanha e na Califórnia, muitos dos testes da Tom's Hardware agora ocorrem em Nova York e em uma instalação em Ogden, Utah, de propriedade de sua empresa-mãe. Em abril de 2007, o site foi adquirido pela empresa francesa Bestofmedia Group. Em julho de 2013, essa empresa foi adquirida pela TechMediaNetwork, Inc., que mudou seu nome para Purch em abril de 2014. As marcas de consumo da Purch, incluindo Tom's Hardware, foram adquiridas pela Future em 2018.
O site comemorou seu 20º aniversário em maio de 2016. Além da publicação contínua do site, ele é conhecido por seus campeonatos de overclocking e outras competições.

## Editores
Avram Piltch é o atual editor-chefe do Tom's Hardware. Antes de assumir o cargo em 2018, ele trabalhou para os sites irmãos Tom's Guide e Laptop Mag. Antes disso, John A. Burek, ex-funcionário da Computer Shopper, ocupou brevemente o cargo.
Burek sucedeu Fritz Nelson, que serviu de agosto de 2014 a 2017. Outros ex-editores-chefes incluem Chris Angelini (julho de 2008 – julho de 2014), Patrick Schmid (2005–2006), David Strom (2005), Omid Rahmat (1999–2003) e o fundador Thomas Pabst (1996–2001).

## Publicações relacionadas
Tom's Hardware é de propriedade da Future plc, que também é dona de vários outros sites. Em tecnologia, incluem-se o Tom's Guide (anteriormente Gear Digest), Laptop Mag e AnandTech, bem como sites científicos como LiveScience e Space.com.
Em março de 2018, a spin-off alemã seria fechada devido às novas leis de dados/privacidade, mas continuou como um site independente (tomshw.de), com uma licença exclusiva para o uso local da marca.
Em julho de 2019 a licença foi devolvida. Depois disso, o CEO alemão e editor-chefe do gotIT! A Tech Media GmbH iniciou um novo site Igor´sLAB e seu próprio canal no Youtube.

## Tom's Guide
Tom's Guide (anteriormente conhecido como GearDigest) é uma publicação online de propriedade da Future com foco em tecnologia, com equipes editoriais nos EUA, Reino Unido e Austrália. O Tom's Guide foi lançado em 2007 pela Bestofmedia, que foi posteriormente adquirida pela TechMediaNetwork em 2013; em 2014, a TechMediaNetwork mudou seu nome para Purch, que foi adquirida pela Future em 2018. Focado principalmente em notícias, análises, comparações de preços, instruções e guias, o Tom's Guide também apresenta artigos de opinião e conteúdo de ofertas.
O site apresenta cobertura sobre CPUs, placas-mãe, RAM, gabinetes de PC, placas gráficas, tecnologia de exibição, monitores, armazenamento, smartphones, tablets, jogos, consoles, condicionamento físico e saúde, casa, casa inteligente, streaming, segurança e periféricos de computador.
É o segundo maior site de tecnologia, notícias e análises de consumo dos EUA, com 68,4 milhões de visitas em setembro de 2022.

### História
Tom's Guide foi lançado originalmente como GearDigest pela Bestofmedia antes de ser renomeado para Tom's Guide. A publicação foi posteriormente adquirida pela TechMediaNetwork em 2013; em 2014, a TechMediaNetwork mudou seu nome para Purch, que foi então adquirida pela Future em 2018.
Embora os laboratórios de testes iniciais estivessem na Alemanha e na Califórnia, muitos dos testes do Tom's Guide agora ocorrem em Nova York e em uma instalação em Ogden, Utah, de propriedade de sua empresa controladora, a Purch.
Em abril de 2007, o site foi adquirido pela empresa francesa Bestofmedia Group. Em julho de 2013, a empresa foi adquirida pela TechMediaNetwork, Inc., que mudou seu nome para Purch em abril de 2014.
O site comemorou seu 15º aniversário em 2022. Além da publicação contínua do site, ele é conhecido por seus prêmios anuais CES e Tom's Guide Awards realizados em junho e julho de cada ano.

### Editores
Mark Spoonauer é o atual editor-chefe global desde 2013. Antes disso, ele trabalhou como editor-chefe da Laptop Mag desde 2003.
Mike Prospero é o atual editor-chefe dos EUA, juntamente com os editores-chefes Philip Michaels, Jason England, Nick Pino e o editor sênior de negócios Louis Ramirez.